# Liasis olivaceus
Espèce
Statut CITES
Le Python olive (Liasis olivaceus) est une espèce de serpents de la famille des Pythonidae.

## Répartition

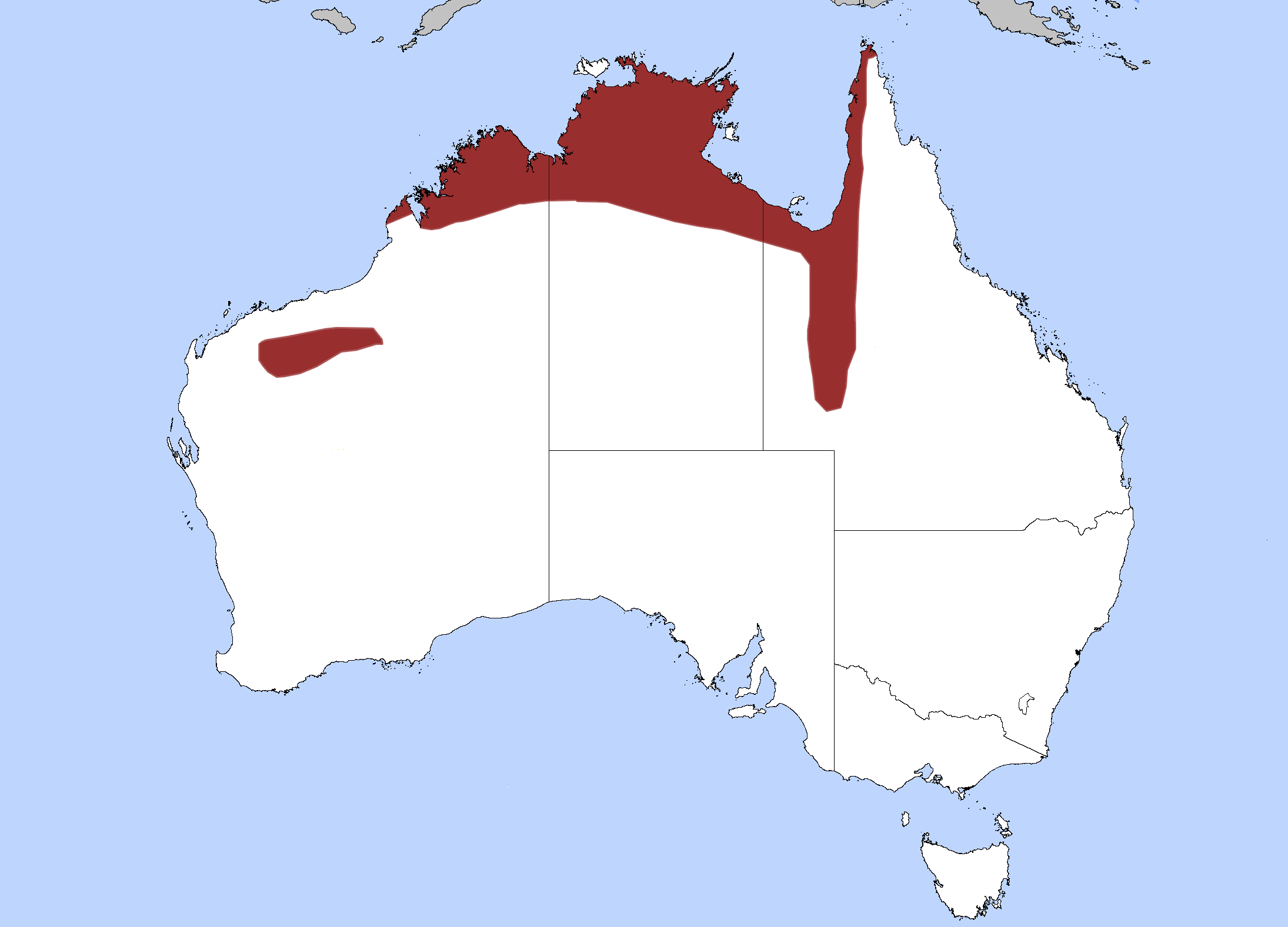

Cette espèce est endémique d'Australie. Elle se rencontre dans le Territoire du Nord, au Queensland et en Australie-Occidentale.

## Description

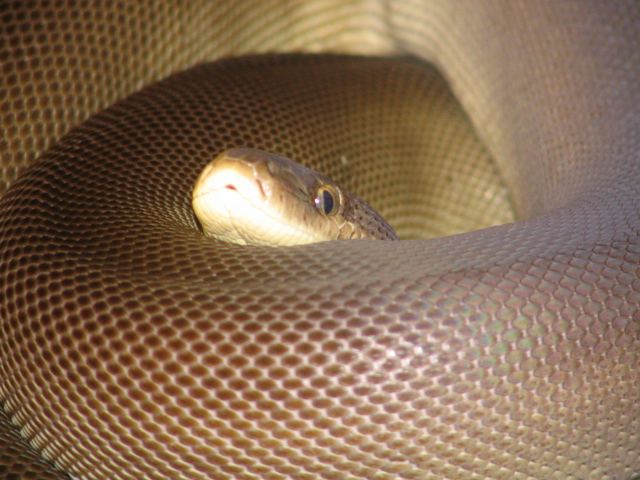

C'est un serpent constricteur ovipare.

## Liste des sous-espèces
Selon The Reptile Database (17 février 2014) :
- Liasis olivaceus olivaceus Gray, 1842
- Liasis olivaceus barroni Smith, 1981

## Publications originales
- Gray, 1842 : Synopsis of the species of prehensile-tailed Snakes, or family Boidae.  Zoological Miscellany, London, vol. 2, p. 41-46 (texte intégral).
- Smith, 1981 : c. Records of the Western Australian Museum, vol. 9, no 2, p. 227-233 (texte intégral).